# Religijsko obraćenje
Religijsko ili vjersko obraćenje izraz je koji označava dramatičnu i temeljitu promjenu religijskoga svjetonazora nekog pojedinca, za koga se potom koristi izraz obraćenik (konvertit).
Motivi za obraćenje mogu biti različiti - od nadahnuća ili prosvjetljenja preko praktičkih interesa (društvene povlastice, napredovanje u službi i sl.) pa sve do prisile. U praksi postoje brojne vrste religijskog obraćenja - sekundarno (zbog članova obitelji), obraćenje na smrtnoj postelji, bračno obraćenje i prisilno obraćenje.
U razdoblju između 1. i 9. stoljeća, diljem Europe odvijalo se pokrštavanje (kristijanizacija) europskih naroda. U razdoblju između 14. i 20. stoljeća u dijelovima jugoistočne Europe pod vlašću Osmanskoga Carstva provodio se prisilan prijelaz kršćana na islam.
Unutar kršćanstva, obraćenje se odnosi na tri različita fenomena: osoba koja postaje kršćanin, a prije to nije bila; kršćanin „prelazi” iz jedne kršćanske denominacije u drugu; određeni duhovni razvoj, koji se ponekad naziva „drugo/novo obraćenje” ili „obraćenje krštenih”.[nedostaje izvor]
Obraćenje na kršćanstvo vjersko je obraćenje osobe koja nije bila kršćanin na neki oblik kršćanstva. Krštenje je sakrament primanja u kršćanstvo tj. sakrament kršćanske inicijacije.
Sveopće poslanje poziv je Isusa Krista svojim učenicima i svim vjernicima na širenje Evanđelja svim narodima svijeta. Najpoznatija inačica sveopćeg poslanja je u Evanđelju po Mateju (Mt 28,16-20), kada je na planini u Galileji, Isus pozvao svoje učenike, da krste sve narode u ime Oca i Sina i Duha Svetoga.